# Condado de Huron (Míchigan)
El condado de Huron (en inglés: Huron County, Michigan) es un condado del estado estadounidense de Míchigan. Según el censo de 2020, tiene una población de 31 407 habitantes.
La sede del condado es Bad Axe.

## Geografía
Según la Oficina del Censo, el condado tiene un área total de 5534 km², de la cual 2165 km² es tierra y 3369 km² es agua.

## Condados adyacentes
- Condado de Sanilac (sureste)
- Condado de Tuscola (suroeste)

## Demografía
En el 2000 la renta per cápita promedia del condado era de $35,315, y el ingreso promedio para una familia era de $42,436. El ingreso per cápita para el condado era de $17,851. En 2000 los hombres tenían un ingreso per cápita de $31,950 frente a los $21,110 que percibían las mujeres. Alrededor del 10.20% de la población estaba bajo el umbral de pobreza nacional.

## Lugares

### Ciudades
- Bad Axe
- Harbor Beach

### Villas
- Caseville
- Elkton
- Kinde
- Owendale
- Pigeon
- Port Austin
- Port Hope
- Sebewaing
- Ubly

### Lugar designado por el censo
- Bay Port

### Comunidades no incorporadas
- Bach
- Filion
- Grindstone City
- Huron City
- Kilmanagh
- Lewisville
- Parisville
- Pinnebog
- Popple
- Ruth
- Rapson
- White Rock

### Municipios
| - Municipio de Bingham - Municipio de Bloomfield - Municipio de Brookfield - Municipio de Caseville - Municipio de Chandler - Municipio de Colfax | - Municipio de Dwight - Municipio de Fairhaven - Municipio de Gore - Municipio de Grant - Municipio de Hume - Municipio de Huron | - Municipio de Lake - Municipio de Lincoln - Municipio de McKinley - Municipio de Meade - Municipio de Oliver - Municipio de Paris | - Municipio de Pointe Aux Barques - Municipio de Port Austin - Municipio de Rubicon - Municipio de Sand Beach - Municipio de Sebewaing | - Municipio de Sheridan - Municipio de Sherman - Municipio de Sigel - Municipio de Verona - Municipio de Winsor |

### Principales carreteras
- M-19
- M-25
- M-53
- M-142